# 洛特施泰滕
洛特施泰滕是德国巴登-符腾堡州的一个市镇。总面积13.39平方公里，总人口2161人，其中男性1101人，女性1060人（2011年12月31日），人口密度161人/平方公里。